# Gyurovszky László
Gyurovszky László (Vágsellye, 1959. szeptember 30. –) magyar származású szlovák politikus, miniszter, villamosmérnök.

## Életpályája
1978-ban érettségizett az érsekújvári elektrotechnikai szakközépiskolában. 1978–1983 között a pozsonyi Műszaki Főiskola villamosmérnöki karán tanult. 1983–1990 között a vágsellyei Duslo vegyipari vállalat műszakvezető technológusa volt. 1983–1986 között az Iródia résztvevője volt; lemezismertetőket, rockzenei témájú írásokat publikált. 1989 végén a Független Magyar Kezdeményezés egyik alapító tagja volt. 1990–1992 között újságíró volt; politikai cikkeket írt. 
1990-ben a Nap újságírója volt. 1990-ben és 1992-ben a Független Magyar Kezdeményezés kampányfőnökeként dolgozott. 1990–1994 között a Magyar Polgári Párt alelnöke volt. 1992–1997 között a Gemma Rex Kft. ügyvezető igazgatója volt. 1992–1998 között magánvállalkozóként sporteszközöket értékesített. 1998–2008 között a Magyar Közösség Pártja tagja volt. 2002–2006 között építésügyi és régiófejlesztési miniszter volt a szlovák kormány tagjaként. 2007-től a Tiszai Vegyi Kombinát Felügyelő Bizottságának elnöke. 2008-ban kilépett a Magyar Közösség Pártjaból. 2009–2010 között a Most–Híd párt tagja volt; Rudolf Chmel nemzeti kisebbségekért felelős miniszterelnök-helyettessé történő kinevezésekor elhagyta a pártot.

## Művei
- Rendszerváltás vagy országváltás? (tanulmány, 1994)